# Chemnitz-Sonnenberg
Der Sonnenberg ist ein Chemnitzer Stadtteil. Der Sonnenberg ist ein typisches Gründerzeitviertel, überwiegend mit Blockrandbebauung. An ihn grenzen die Stadtteile Hilbersdorf, Yorckgebiet, Gablenz, Lutherviertel und das Stadtzentrum. In diesem Stadtteil befindet sich das „Stadion an der Gellertstraße“ sowie das kleine „Gewerbegebiet Planitzwiese“. Zu den bekanntesten Bauwerken zählen u. a. die Markuskirche am Körnerplatz und der Wissmannhof.

## Namensgebung
Die erstmalige Namensgebung des Sonnenbergs ist unklar. Im „Plan des Freiherrn von Wagner aus dem Jahr 1843“ ist der Sonnenberg namentlich ausgewiesen, in einem Stadtplan von 1828 jedoch noch nicht. In der Literatur wird daher vermutet, dass der Begriff „Sonnenberg“ zwischen 1828 und 1843 als amtliche Lagebezeichnung eingeführt wurde, jedoch mit hoher Wahrscheinlichkeit im lokalen Sprachgebrauch bereits deutlich früher verbreitet war. Im „Trenckmann’schen Grundriß von 1761“ ist ein Vierseithof Zur Goldenen Sonne, damals bereits ein bekannter Gasthof oberhalb der damaligen Gabelung der heutigen Augustusburger Straße und der Freiberger Straße, verzeichnet. Angenommen wird, dass der Gasthof, kurz nur „Sonne“ genannt, dem Hügel seinen Namen gab. Möglich erscheint zudem ein Bezug sowohl der Erhebung als auch des Gasthofs zur Richtung des Sonnenaufgangs von der Stadt aus gesehen.
Als Sammelbegriff für Grundstücke im Freigelände, d. h. noch ohne konkrete Zuordnung zu einzelnen Straßen, tauchte die Bezeichnung „Sonnenberg“ erstmals 1863, letztmalig 1905 im städtischen Adressbuch auf. Die Lagebezeichnung Sonnenberg umfasste damals hauptsächlich das Gebiet zwischen der Sonnenstraße und der heutigen Ludwig-Kirsch-Straße.

## Geschichte

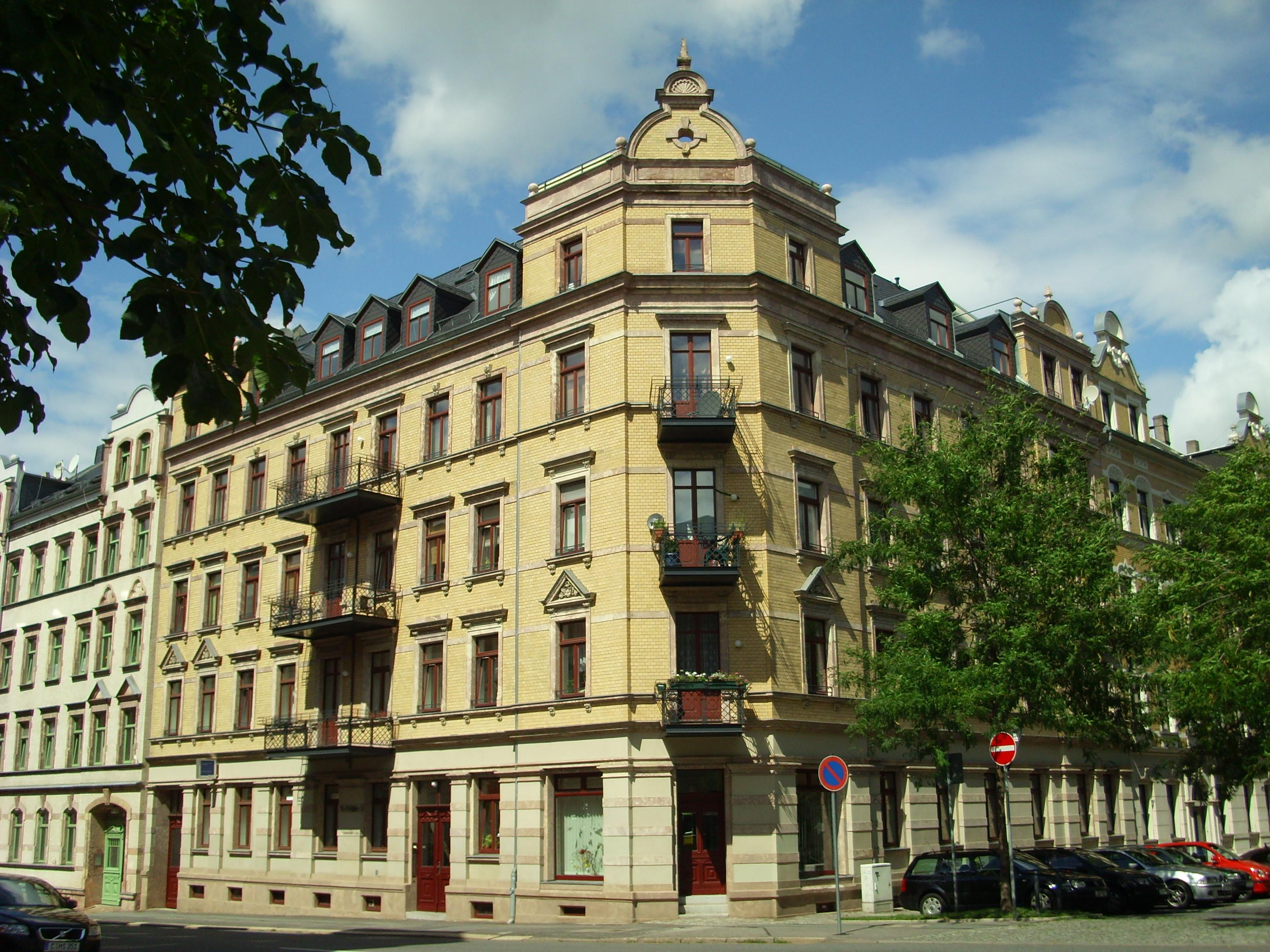
Ein für den Sonnenberg typisches Wohnhaus

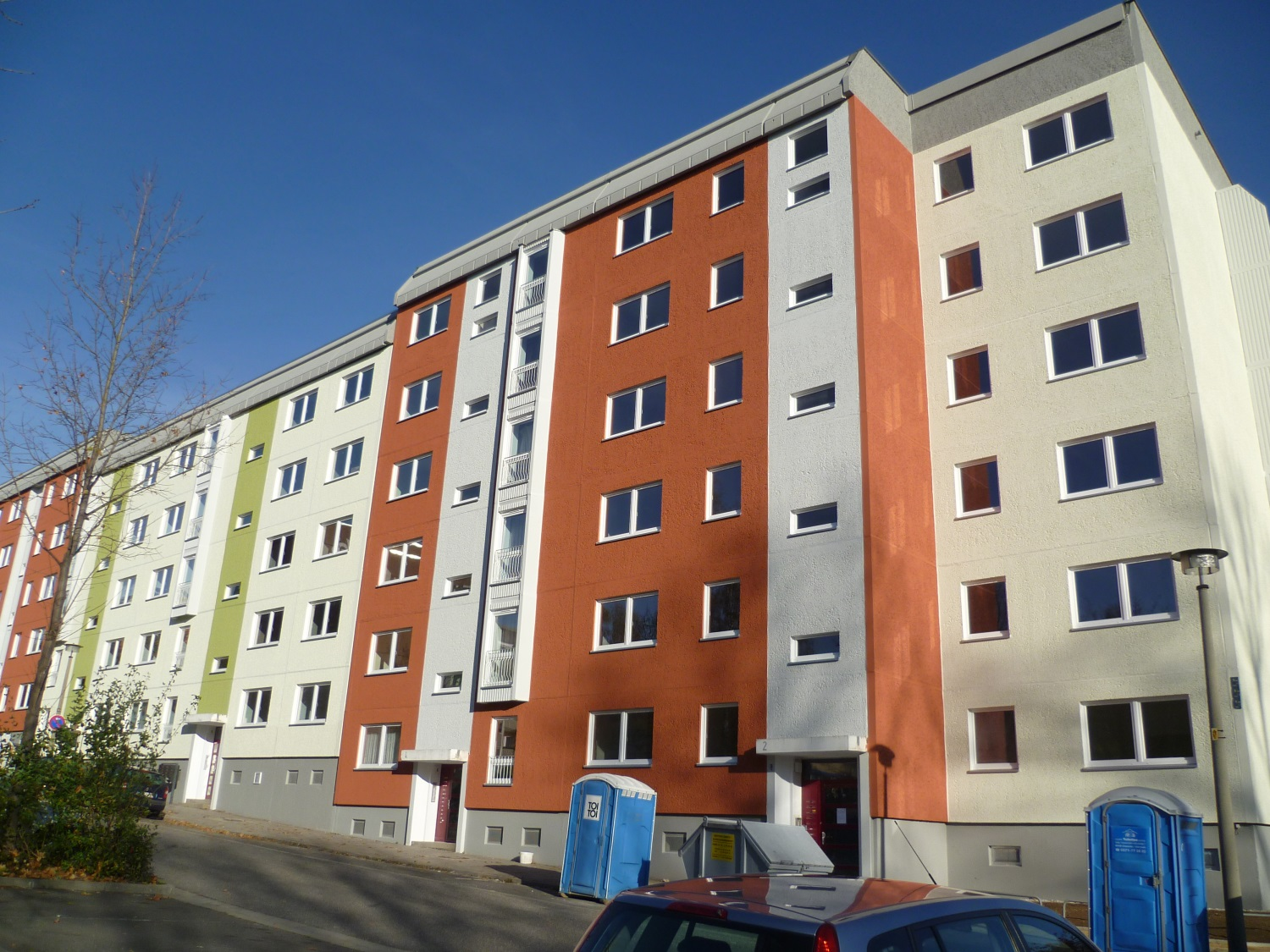
In jüngster Zeit wurden viele Häuser im Plattenbauviertel saniert

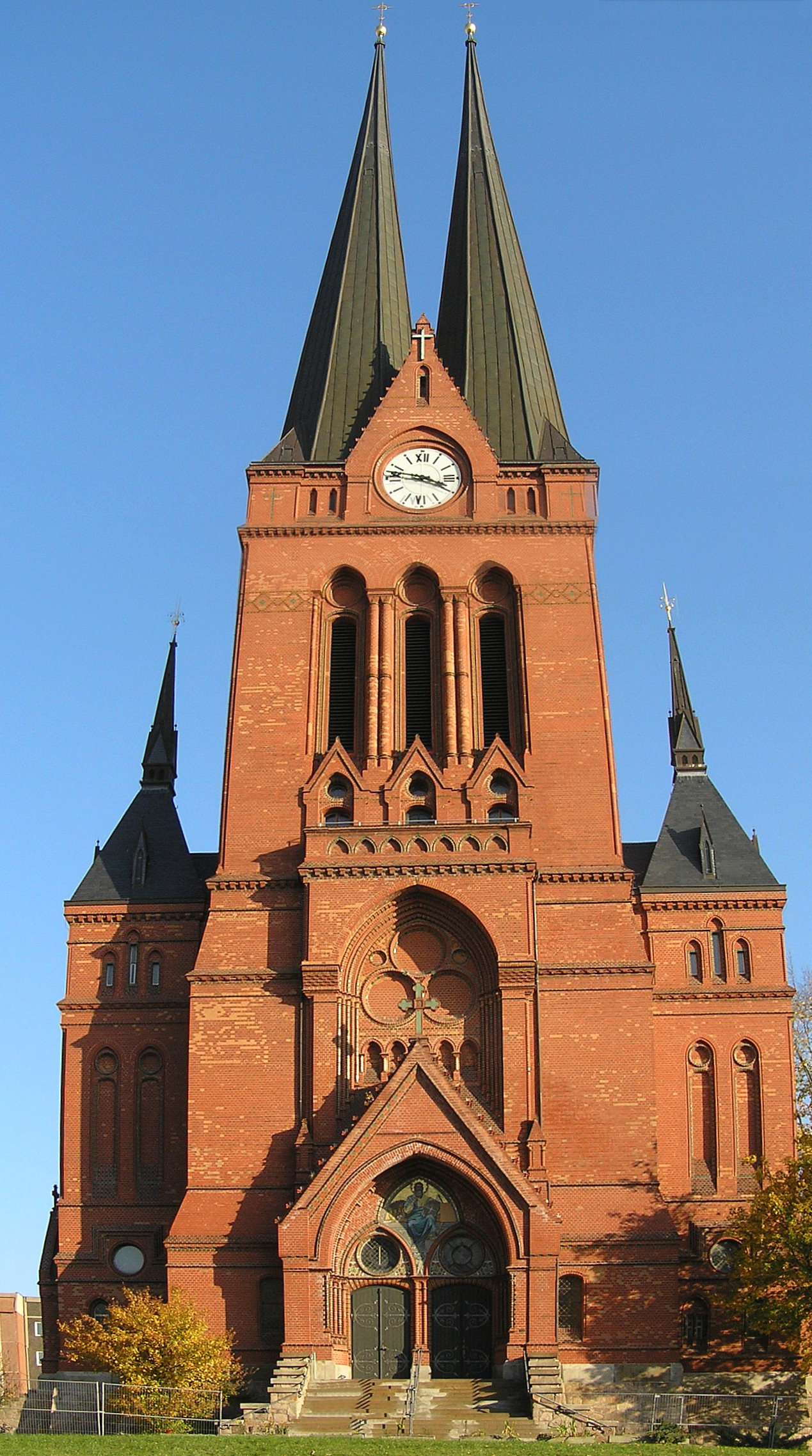
Markuskirche, Wahrzeichen des Sonnenbergs

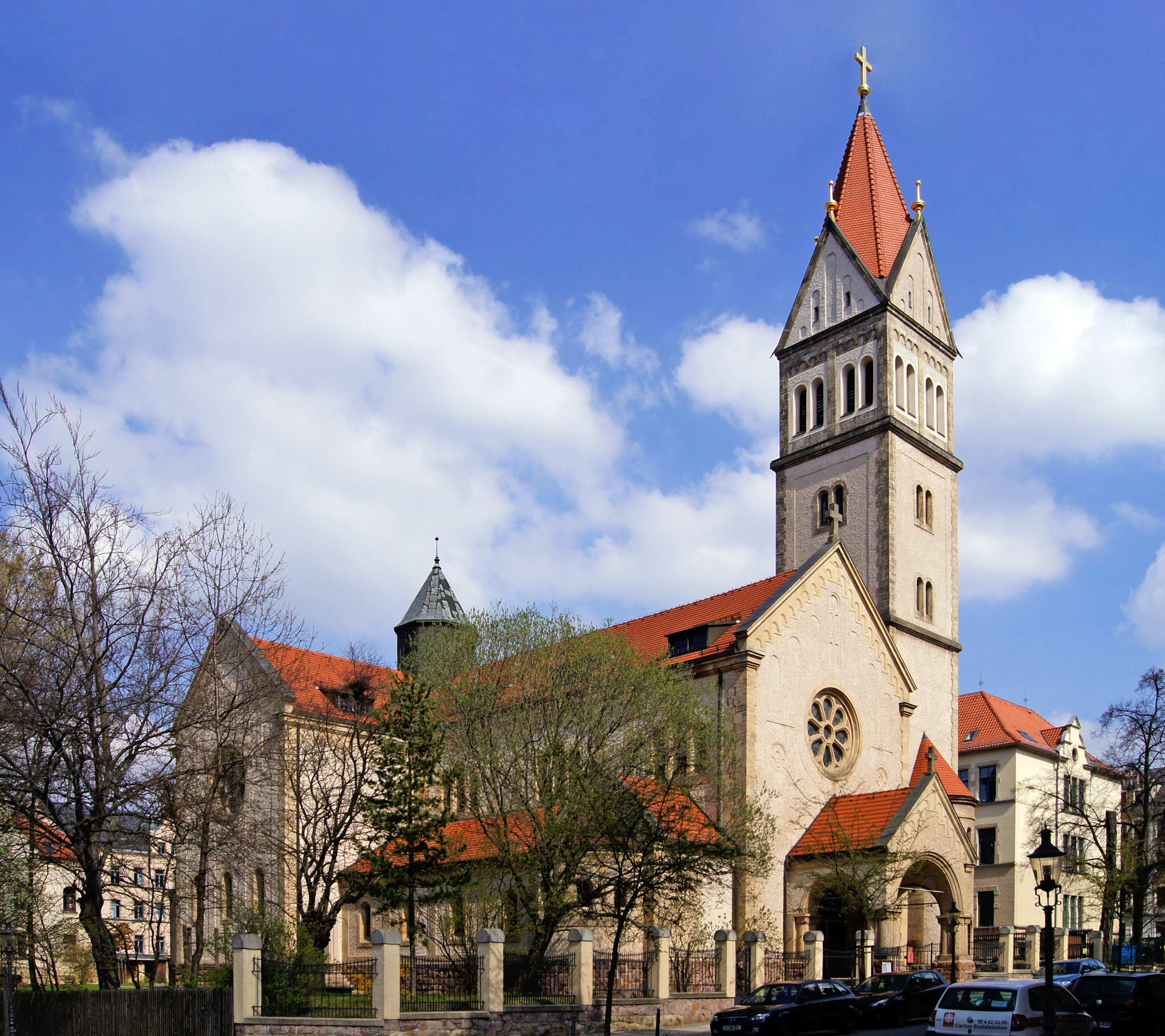
Katholische Kirche St. Joseph, Ecke Markusstraße/Ludwig-Kirsch-Straße

Mit dem Kauf eines westlichen Teilgebietes vom Klosterdorf Gablenz ging im Jahr 1402 dieses Gebiet an die Stadt Chemnitz über. So entstand eine ländliche Brücke zwischen der Stadt und dem schon ihr gehörenden Zeisigwald. Über viele Jahrhunderte war dieses ursprünglich im Osten nur bis zur heutigen Zietenstraße reichende Gebiet Weideland. Erst mit dem raschen Anstieg der Chemnitzer Einwohnerzahlen begann man ab den 1860er Jahren den Sonnenberg zu bebauen. Es entstanden planmäßig schachbrettartige Straßenverläufe, an denen Mietskasernen errichtet wurden, bei deren Bau auch Hilbersdorfer Porphyr verwendet wurde. Am Theodor-Körner-Platz, auf dem sich bis 1945 das Körner-Denkmal befand, wurde in den Jahren 1892 bis 1895 die evangelische Markuskirche errichtet. Unweit davon entstand 1907 bis 1909 an der Alexanderstraße (heute Ludwig-Kirsch-Straße) die katholische St.-Joseph-Kirche. An der Planitzstraße (später Leninstraße, heute Heinrich-Schütz-Straße) wurde 1902 für das „15. Königlich Sächsische Regiment No. 181“ unweit des Zeisigwaldes eine Kasernenanlage errichtet. Diese wurde in der DDR-Zeit von der Sowjetischen Armee genutzt – heute ist sie bis auf die drei unter Denkmalschutz stehenden Gebäude abgerissen. Mitte der 1980er Jahre wurden im südlichen Teil des Sonnenbergs zahlreiche, zum Teil schon dem Verfall preisgegebene Altbauhäuser durch Wohnhäuser in Plattenbauweise ersetzt.
Nach 1990 wurde der Sonnenberg auf Grund seiner Altbausubstanz zum Flächendenkmal erklärt. Dennoch werden noch immer in großem Maße Gebäude mit Altbausubstanz abgerissen, was auf Kritik zahlreicher Bewohner und Fachleute stößt. Diese im Rahmen des „Stadtumbau Ost“ durchgeführten Rückbaumaßnahmen sollen dem hohen Wohnungsleerstand entgegenwirken, der durch enormen Bevölkerungsrückgang und marode Bausubstanz entstand. Gegen den sonstigen Trend wächst die Bevölkerung in jüngerer Zeit wieder (Stand 31. August 2020: 15.304 gegenüber 14.248 im Jahr 2013).

## Historische Gebäude

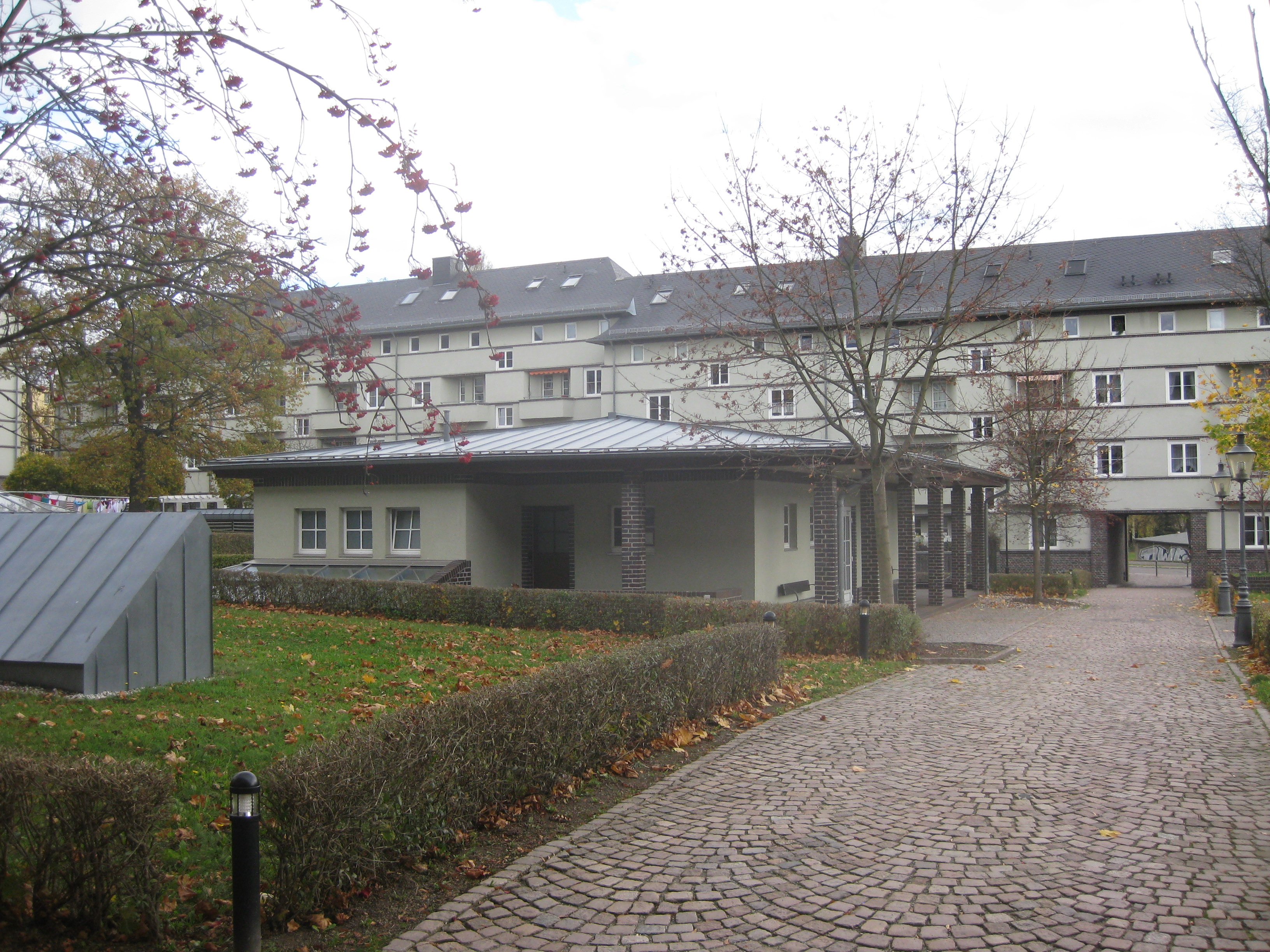
Innenhof des Wissmannhofs (2013)

Im äußersten Südosten des Stadtteils befindet sich eine architekturgeschichtliche Sehenswürdigkeit: der Wissmannhof. Dieser nach Hermann von Wissmann benannte Wohnhof der 1920er Jahre besticht durch seine für einen Geschosswohnungsbau außergewöhnliche Architektur. Erbaut wurde die Wohnanlage nach Entwürfen des Chemnitzer Architekten Curt am Ende. Im Wissmannhof harmonieren interessant gestaltete Fassaden, gepflegte Grünflächen und ein durchdachtes Wegesystem miteinander. Eine weitere Sehenswürdigkeit ist die Riemann-Villa in der Hofer Straße 25.

## Verkehr
Den Sonnenberg erreicht man mit den Buslinien 21, 31, 51, 82, S91 und N12 des Nachtnetzes sowie mit der Straßenbahnlinie 5. Bis zum 21. Februar 1972 fuhr die Straßenbahnlinie 7 über die August-Bebel- und Palmstraße, vorbei am Straßenbahndepot Leninstraße zur Endstelle Leninstraße (heute Heinrich-Schütz-Straße) an der Einmündung der Zeisigwaldstraße. Des Weiteren wurde der Sonnenberg bis zum 20. Dezember 1975 von der Straßenbahnlinie 8 über die Dresdner Straße, Sonnen- und Hainstraße befahren. Das Straßenbahndepot Leninstraße wurde am 5. Januar 1976 geschlossen und später als Omnibushauptwerkstatt genutzt. Nach der Wende befand sich darin bis 2013 eine Go-Kart Bahn sowie ein Fan-Treff von CFC-Anhängern. Anfang 2014 wurde das Straßenbahndepot im Zuge des Neubaus des Stadions an der Gellertstraße abgerissen. Wichtige Ausfallstraßen sind von Nord nach Süd die Hain- und Zietenstraße und von Ost nach West die Fürstenstraße.

## Luftaufnahmen

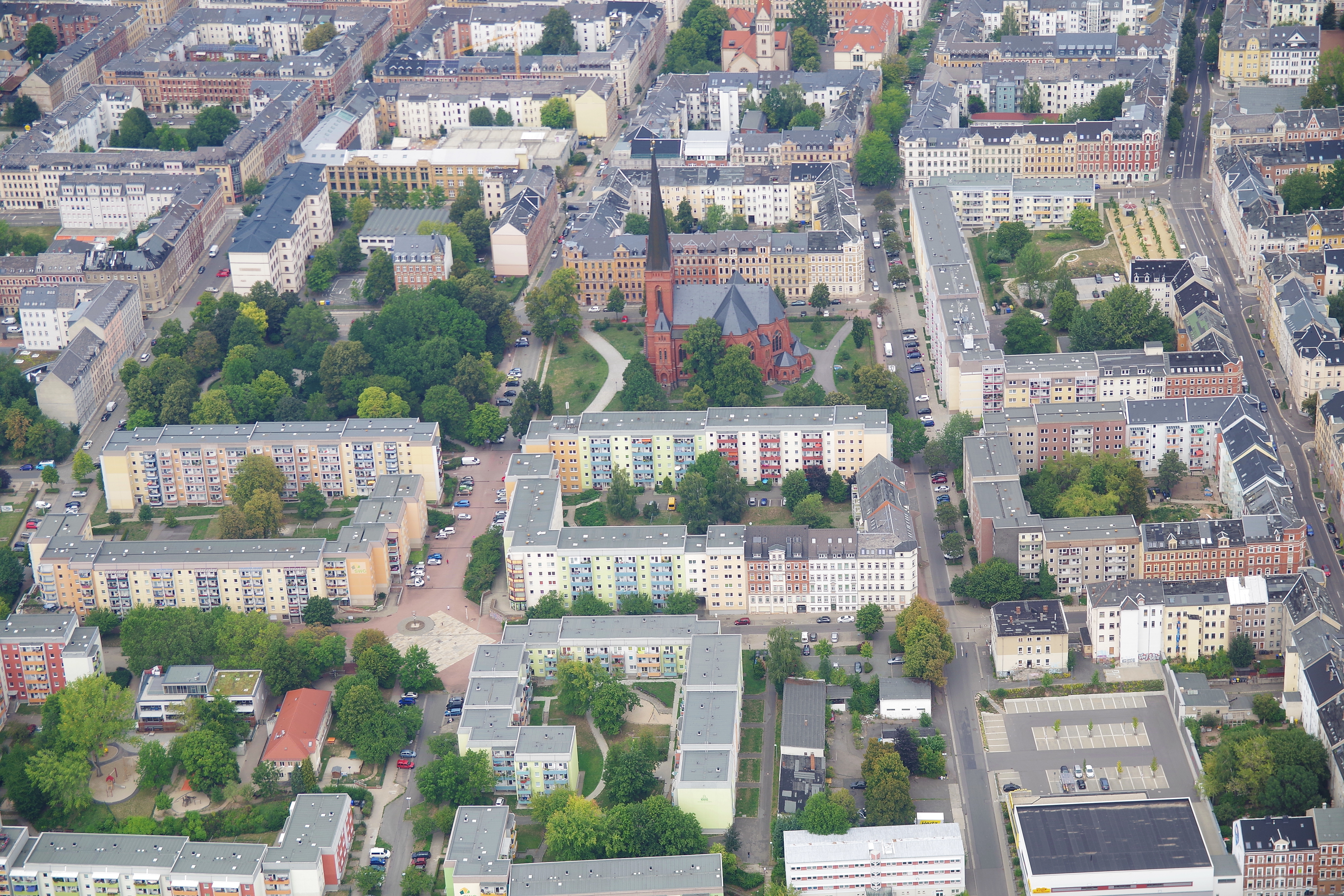
Plattenbaugebiet mit Markuskirche
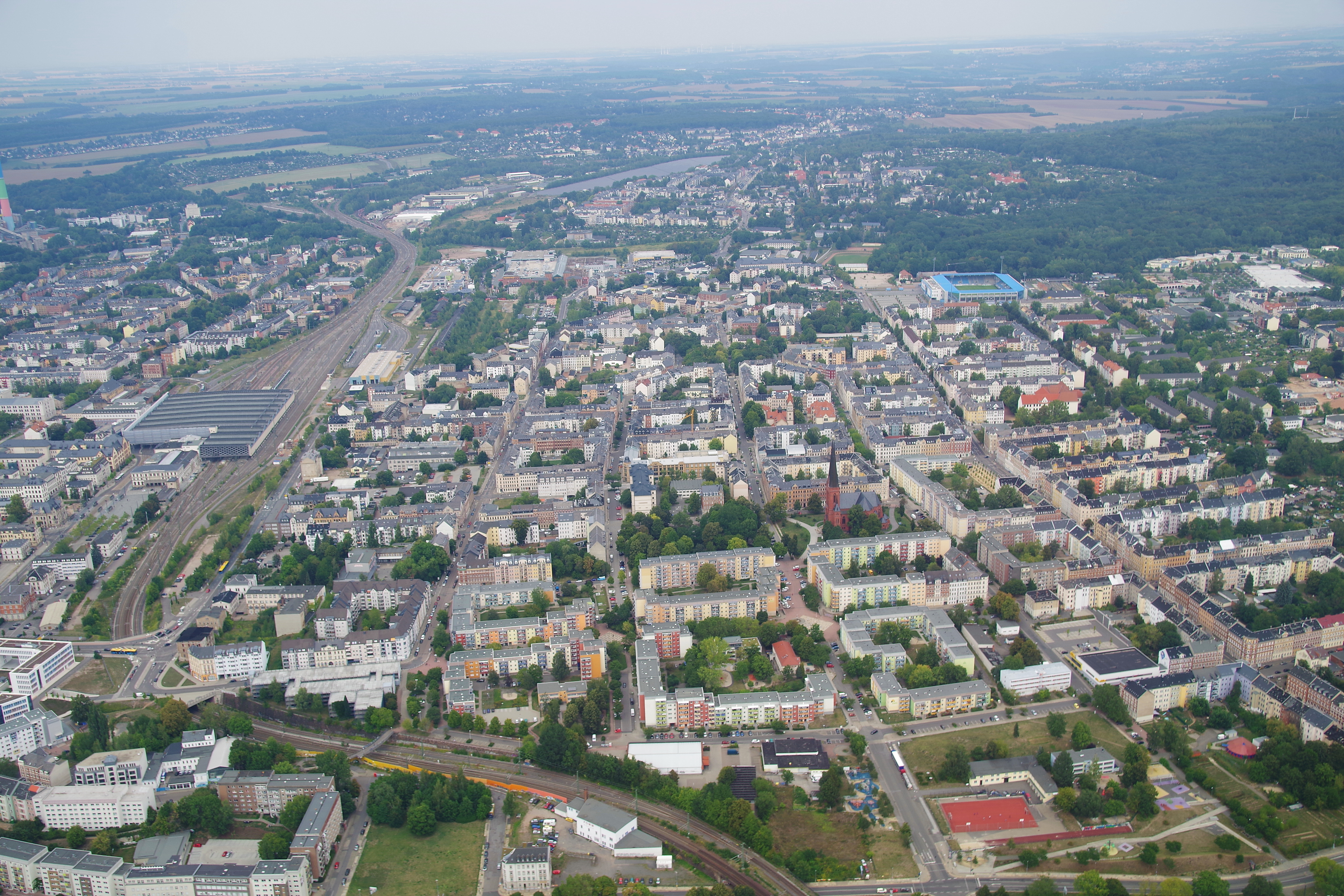
Kompletter Sonnenberg
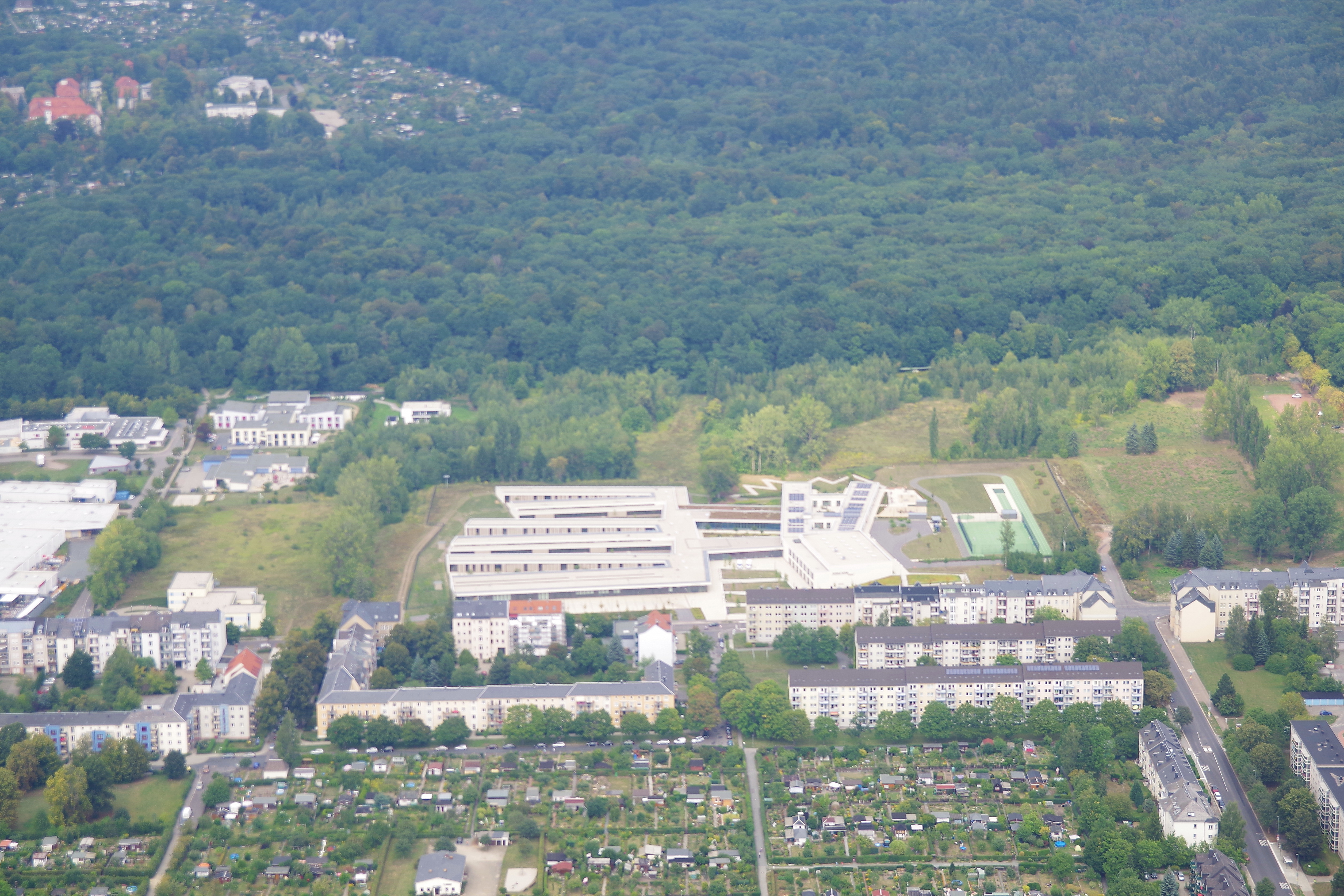
Terra Nova Campus am Zeisigwald